# Rajdowe Mistrzostwa Europy 1970

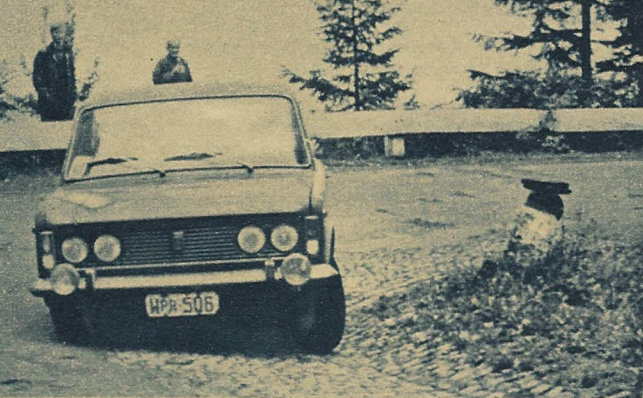
Robert Mucha podczas jeden z eliminacji ERC 1970 Rajdu Trzech Miast Monachium Wiedeń Budapeszt

Sezon Rajdowych Mistrzostw Europy 1970 był 18 sezonem Rajdowych Mistrzostw Europy (FIA European Rally Championship). Składał 22 rajdów, rozgrywanych w Europie.

## Kalendarz[1]
| Runda | Data               | Nazwa rajdu                                                   | Zwycięzca            | Wyniki |
| ----- | ------------------ | ------------------------------------------------------------- | -------------------- | ------ |
| 1     | 13-15 marca        | 23. Rallye Lyon-Charbonnières - Stuttgart-Solitude            | Jean-Claude Andruet  | Wyniki |
| 2     | 18-21 marca        | 10. Rallye DDR - Pneumant Rallye                              | Peter Hommel         | Wyniki |
| 3     | 26-30 marca        | 32. Circuit of Ireland Rally                                  | Roger Clark          | Wyniki |
| 4     | 2-4 kwietnia       | 3. Rajd dell’Isola d’Elba                                     | Alcide Paganelli     | Wyniki |
| 5     | 4-9 maja           | 22. Internationale Tulpenrallye                               | Kees van Grieken     | Wyniki |
| 6     | 22-24 maja         | 32. Int. AvD-Rallye Wiesbaden Deutschlandrallye               | Achim Warmbold       | Wyniki |
| 7     | 28-30 maja         | 14. Internationale Semperit - Rallye Bodensee - Neusiedlersee | Wilfried Gass        | Wyniki |
| 8     | 30-31 maja         | 17. Rallye de Lorraine                                        | Jean-Claude Andruet  | Wyniki |
| 9     | 6-12 czerwca       | 26. Scottish Rally                                            | Brian Culcheth       | Wyniki |
| 10    | 18-21 czerwca      | 38. Rallye de Genève                                          | Jean-Claude Andruet  | Wyniki |
| 11    | 3-5 lipca          | 11. Rajd Wełtawy                                              | Gilbert Staepelaere  | Wyniki |
| 12    | 16-19 lipca        | 30. Rajd Polski                                               | Jean-Claude Andruet  | Wyniki |
| 13    | 29-31 lipca        | 7. Internationale Donau – Elan Rallye                         | Günther Janger       | Wyniki |
| 14    | 20-23 sierpnia     | 20. Rajd Tysiąca Jezior                                       | Hannu Mikkola        | Wyniki |
| 15    | 27-29 sierpnia     | 7. Rajd San Martino di Castrozza                              | Harry Källström      | Wyniki |
| 16    | 19-27 września     | 15. Tour de France Automobile                                 | Jean-Pierre Beltoise | Wyniki |
| 17    | 5-10 października  | 7. Rally München-Wienna-Budapest                              | Jean-Claude Andruet  | Wyniki |
| 18    | 2-5 października   | 4. Rali Internacional TAP                                     | Simo Lampinen        | Wyniki |
| 19    | 16-18 października | 7. Rallye der 1000 Minuten                                    | Simo Lampinen        | Wyniki |
| 20    | 23-25 października | 18. Rajd RACE de España                                       | Jean-Pierre Nicolas  | Wyniki |
| 21    | 7-8 listopada      | 15. Rajd Korsyki                                              | Bernard Darniche     | Wyniki |
| 22    | 20-22 listopada    | 22. Tour de Belgique                                          | Gilbert Staepelaere  | Wyniki |

## Klasyfikacja kierowców[1]
| Msc. | Kierowca            | FRA | NRD | GBR | ITA | NLD | RFN | AUT | FRA | GBR | CHE | CSK | POL | RUM | FIN | ITA | FRA | RFN | POR | AUT | ESP | FRA | BEL | Punkty |
| ---- | ------------------- | --- | --- | --- | --- | --- | --- | --- | --- | --- | --- | --- | --- | --- | --- | --- | --- | --- | --- | --- | --- | --- | --- | ------ |
| 1.   | Jean-Claude Andruet | 1   |     |     |     |     |     | 1   |     | 1   | NU  | 1   | NU  |     | NU  |     | 1   |     |     |     |     | 2   |     | 70     |
| 2.   | Gilbert Staepelaere |     |     |     |     |     |     |     |     |     | 1   | 3   | NU  |     |     |     | 3   |     |     |     | 6   |     | 1   | 55     |
| 3.   |                     |     |     |     |     |     |     |     |     |     |     |     |     |     |     |     |     |     |     |     |     |     |     |        |
| 4.   | Achim Warmbold      | 4   |     |     |     | NU  | 1   | 9   |     |     |     | NU  |     | 9   |     |     |     | 4   |     |     |     |     |     | 46     |
| 5.   | Jean Ragnotti       | 7   |     |     |     | 2   |     |     | 6   |     | 6   |     |     |     |     |     | NU  |     | NU  |     | 7   | NU  |     | 44     |
| 8.   | Alcide Paganelli    |     |     |     | 1   |     |     |     |     |     |     |     | NU  |     |     | 4   |     |     |     | 3   |     |     | 2   | 25     |

| Kolor     | Opis                   |
| --------- | ---------------------- |
| Złoty     | Zwycięzca              |
| Srebrny   | 2. miejsce             |
| Brązowy   | 3. miejsce             |
| Zielony   | Punktowane miejsce     |
| Niebieski | Ukończył nie punktował |
| Fioletowy | Nie ukończył NU        |
| Czarny    | Wykluczony X           |
| Biały     | Nie wystartował NW     |
| Puste     | Nie brał udziału       |

| Msc. | Kierowca            | FRA | NRD | GBR | ITA | NLD | RFN | AUT | FRA | GBR | CHE | CSK | POL | RUM | FIN | ITA | FRA | RFN | POR | AUT | ESP | FRA | BEL | Punkty |
| ---- | ------------------- | --- | --- | --- | --- | --- | --- | --- | --- | --- | --- | --- | --- | --- | --- | --- | --- | --- | --- | --- | --- | --- | --- | ------ |
| 1.   | Jean-Claude Andruet | 1   |     |     |     |     |     | 1   |     | 1   | NU  | 1   | NU  |     | NU  |     | 1   |     |     |     |     | 2   |     | 70     |
| 2.   | Gilbert Staepelaere |     |     |     |     |     |     |     |     |     | 1   | 3   | NU  |     |     |     | 3   |     |     |     | 6   |     | 1   | 55     |
| 3.   |                     |     |     |     |     |     |     |     |     |     |     |     |     |     |     |     |     |     |     |     |     |     |     |        |
| 4.   | Achim Warmbold      | 4   |     |     |     | NU  | 1   | 9   |     |     |     | NU  |     | 9   |     |     |     | 4   |     |     |     |     |     | 46     |
| 5.   | Jean Ragnotti       | 7   |     |     |     | 2   |     |     | 6   |     | 6   |     |     |     |     |     | NU  |     | NU  |     | 7   | NU  |     | 44     |
| 8.   | Alcide Paganelli    |     |     |     | 1   |     |     |     |     |     |     |     | NU  |     |     | 4   |     |     |     | 3   |     |     | 2   | 25     |

| Kolor     | Opis                   |
| --------- | ---------------------- |
| Złoty     | Zwycięzca              |
| Srebrny   | 2. miejsce             |
| Brązowy   | 3. miejsce             |
| Zielony   | Punktowane miejsce     |
| Niebieski | Ukończył nie punktował |
| Fioletowy | Nie ukończył NU        |
| Czarny    | Wykluczony X           |
| Biały     | Nie wystartował NW     |
| Puste     | Nie brał udziału       |